# Анелия Павлова
Анелия Павлова, известна като Анел, е художничка българско-австралийски произход.

## Биография
Родена е в град София, България през 1956 г. През 1993 г. се премества в Аделаида, Южна Австралия.
Нейните творби са изложени в институции като Държавният музей за изобразителни изкуства Пушкин в Русия, Националната художествена галерия в София, университета в Аделаида, корпорацията Сони и други. Също така получава редица престижни награди за своите етикети и илюстрации като Grand Finalist Award за илюстрация (опаковка за вино) по време на двадесет и петата годишна церемония на наградите Adelaide Art Directors Club Award. През 1998 г. получава награда за корпоративна илюстрация на Австралийската асоциация по графичен дизайн.
Анелия Павлова е работила в различни сфери на изкуството като гравюра, илюстрация, керамика, икони и маслени картини. Най-популярните ѝ творби са маслени картини.
През 2007 година е включена в репортаж на BTV „Другата България“.
През 2010 година започва да използва псевдонима „Анел“ (произлизащо от наименованието за ангел в християнската и еврейската религия).

## Етикети за вино

### Питър Лемани противоречието за етикетите на винотоSemillion
Широко разпространена е полемиката около етикета възниквая когато Анелия Павлова е помолена да „покрие“ голите гърди на изобразената на етикета дама. Въпреки че образът е абстрактен, това е направено, за да се облекчат правилата за внос на британските и американските правителствени агенции. Образът сега съществува в две версии: оригиналната „дама на Semillion“ и преработената „облечена“ версия, като и двете са достъпни във Великобритания. Дали поради интригата около етикета, или заради самия етикет, брандът Semillion на Питър Леман се счита за най-популярното австралийско вино Semillion.

### Други етикети за вино
Анелия Павлова също така изработва етикети за вината Setanta, Brangayne of Orange и Canonbah Bridge.

## Гравюри на хартия
Анелия Павлова започва кариерата си като създател на гравюри. След като завършва Националната художествена академия с магистърска степен по изящни изкуства през 1983 година, тя изобретява свой собствен метод за създаване на гравюри.

## Картини
Анелия Павлова се мести в Австралия през 1993 година и започва да рисува маслени картини. От 2000 до 2008 година множество изложби в Trevor Victor Harvey Gallery в Сидни, Австралия.